# Річард Кан
Річард Фердинанд Кан, Барон Кан, CBE, FBA (10 серпня 1905 - 6 червня 1989) — британський економіст. 

## Біографія
Кан народився в Хемпстеді в ортодоксальній єврейській родині Августа Кан, інспектор шкіл і колишній німецький керівник школи, і Реджана Шойер. Він виховувався в Англії та здобував освіту у школі Св. Павла, Лондон. Він відвідував Кінг-коледж, Кембридж .  Кан зайняв першу частину математики, перша частина, у Кембриджі, а в 1927 році - другу з фізики в природному природному поєдинку. Викладав економіку Джеральд Шоув та Джон Мейнард Кейнс з 1927 по 1928 р., Він здобув першу в 1928 році економіку, частина II. У 1930 році його обрали членом Коледжу Короля. 
Кан працював на економічному та політичному факультетах з 1933 року. Він став директором досліджень для студентів економіки в Коледжі Кінга в 1947 році, посаду, яку обіймав чотири роки. Кан був призначений професором економіки в 1951 році, і він змінив Кейнса на посаді Бурсара з Коледжу Кінга.  Він працював на численних інших посадах уряду та відомств, таких як відділ досліджень та планування Економічної комісії ООН у Європі в 1955 році та Національний комітет з вугільної промисловості Великої Британії в 1967 році.  Кан звільнився з Кембриджу в 1972 році, але продовжував жити в Коледжі Кінга . 
Найбільш помітний внесок Кан в економіку був його принцип мультиплікатора. Мультиплікатор - це співвідношення між збільшенням сукупних витрат та збільшенням чистого національного продукту (обсягу виробництва). Саме збільшення сукупних витрат (наприклад, державних витрат) викликає збільшення обсягу виробництва (або доходів). Його висновки щодо мультиплікатора були вперше опубліковані у статті 1931 р. «Співвідношення інвестицій в житло до безробіття». Були розгорнуті суперечки щодо того, чи було передбачення мислення на мультиплікаторі чи сприяло роботі інших економістів, таких як Ліндхерст Гіблін . 
Кан був одним із п’яти членів Кембріджського гуртку Кейнса. Кан також був одним із найближчих співробітників Кейнса щодо створення Загальної теорії зайнятості, відсотків та грошей Кейнса.
Кан був у 1946 році командувачем орденом Британської імперії  а в 1960 році став стипендіатом Британської академії, і був створений однолітком по життя з титулом барона Кан, з Хемпстеда в лондонському районі міста Камден 6 липня 1965 року.  